# Winky Wright
Winky Wright est un boxeur américain né le 26 novembre 1971 à Washington DC.

## Carrière
Wright passe professionnel en 1990 et remporte ses vingt-cinq premiers combats avant de défier en août 1994 le champion WBA des poids super-welters, l'argentin Julio Cesar Vasquez. Il subira cinq voyages au tapis durant ce combat (une fois dans le 2e, 7e et 9e ainsi que deux dans le 12e) et perdra le combat par décision unanime. Il rebondit en remportant le titre nord américain NABF l'année suivante contre Tony Marshall.
Après neuf nouvelles victoires, Wright obtient une nouvelle chance mondiale en 1996 contre le champion WBO des super-welters Bronco McKart. Il remporte ce combat de peu par décision partagée puis défend victorieusement ce titre trois fois avant de le céder devant Harry Simon par décision majoritaire. Wright remporte une nouvelle victoire contre Derrick Graham avant de défier le jeune champion IBF de la catégorie, Fernando Vargas. Celui-ci remporte les premiers rounds grâce à sa fougue mais Wright semble contrôler Vargas à partir de la mi-combat. Il perd finalement par décision majoritaire 116-112, 115-113 et 114-114.
Après ce nouveau revers, Wright remporte le titre nord américain NABF et national USBA en prenant sa revanche contre McKart le 9 septembre 2000 et retrouve une chance mondiale pour le titre IBF laissé vacant par Felix Trinidad après sa victoire contre Fernando Vargas. Wright s'impose aux points par décision unanime contre Robert Frazier et défend trois fois son titre avant de rencontrer le champion WBA et WBC de la catégorie, Shane Mosley. Mosley sera gêné par la défense élaborée et la plus grande allonge de Wright qui s'imposera par décision unanime. La revanche a lieu le 20 novembre 2004 pour un résultat identique mais plus serré, Wright ayant laissé volontairement quelques rounds à Mosley et baissé sa garde pour lui montrer qu'il ne craignait pas ses coups. Il abandonne ses titres après ce combat pour poursuivre sa carrière dans la catégorie de poids supérieure.
Le 14 mai 2005, Wright affronte la star portoricaine Felix Trinidad. Il est une fois de plus l'outsider mais va infliger à Trinidad sa plus cuisante défaite et s'imposer largement par décision unanime : 120-107, 119-108 et 119-108. Il bat ensuite l'australien Sam Soliman avant de défier le champion WBC et WBO des poids moyens, Jermain Taylor. Le combat est serré et va au bout des douze rounds. Les juges n'arrivent pas à départager les deux boxeurs et rendent un match nul. Wright remporte une nouvelle victoire contre l'ancien champion WBA des poids welters, Ike Quartey puis commence à décliner. Il combat à nouveau le 21 juillet 2007 contre l'ancien champion unifié des moyens Bernard Hopkins et perd pas décision unanime. Il attend 21 mois avant de revenir contre son compatriote Paul Williams, ancien tenant WBO des poids welters. L'allonge considérable de William sera un problème insoluble pour Wright qui remportera seulement le 5e round pour deux juges, le troisième donnant tous les rounds à Williams. Après une semi retraite de 3 ans, Wright revient sur le ring le 26 mai 2012 pour affronter l'espoir américain Peter Quillin. Ce combat se soldera par une nouvelle défaite sur décision unanime et par son retrait définitif des rings.

## Distinction
- Winky Wright est membre de l'International Boxing Hall of Fame depuis 2018.